# Schlacht bei den Thermopylen (Perserkriege)
Lade – Marathon – Thermopylen – Artemision – Salamis – Plataiai – Mykale – Eurymedon
Die Schlacht bei den Thermopylen fand zu Beginn des Zweiten Perserkrieges im Spätsommer 480 v. Chr. statt.
Die Thermopylen, der Engpass zwischen dem Kallidromo-Gebirge und dem Golf von Malia, waren seit jeher von hoher strategischer Bedeutung. In der Antike maß der durchschnittlich 15 Meter breite Durchgang an den beiden engsten Stellen nur wenige Meter. Infolge von Versandung hat er sich bis heute auf mehrere Kilometer ausgedehnt.
480 v. Chr. stand ein großes persisches Heer unter König Xerxes I. vor diesem Durchgang. Die weit zahlreicheren Perser konnten den Durchbruch erzwingen und die verbliebenen griechischen Kräfte aufreiben. Der Großteil der Griechen zog sich rechtzeitig zurück.

## Hintergrund

### Standort Thermopylen
Nachdem eine erste Stellung im nordgriechischen Tempetal kampflos geräumt worden war, gab es innerhalb des griechischen Bündnisses große Meinungsverschiedenheiten über die zu errichtenden Verteidigungsstellungen gegen die heranrückenden Perser. Einige der Mitglieder des Hellenenbundes wollten den Persern offenbar erst am Isthmus von Korinth entgegentreten. Da Herodot es vermeidet, die Mitglieder zu nennen, welche für eine Verteidigung am Isthmus stimmten, können hierüber nur Vermutungen angestellt werden. Es ist denkbar, dass einige der Bündnispartner Spartas für eine weitgehende Preisgabe Griechenlands votierten; Sparta selbst soll, nach der Darstellung Plutarchs, für die Abwehr an den Thermopylen plädiert haben. Vor allem wäre auf diese Weise der Wegfall wichtiger Verbündeter aus Mittelgriechenland, vor allem Athens, vermieden worden. Hinzu kamen die topographischen Gegebenheiten. Aufgrund der schmalen Ausdehnung des Passes war es den Persern nicht möglich, ihre numerische Überzahl effizient auszuspielen (siehe den Folgeabschnitt). Außerdem spielten die Nähe zur Heimat und die Tatsache, dass es ein verhältnismäßig kleines Kontingent zur Verteidigung benötigte, eine entscheidende Rolle.
Aus diesen Informationen kann geschlossen werden, dass der Bund fundierte Kenntnisse über die Thermopylen besaß und sich daher bewusst für diesen Standort entschied. Eine andere Forschungsmeinung folgt der Ansicht, dass die Ortskenntnisse vielleicht doch nicht ausreichend waren und die Zeit für intensivere Aufklärungsarbeiten fehlte. Herodot und Diodor berichten, dass der Bund vom zwischenzeitlichen Aufenthaltsort Xerxes’ derart überrascht war, dass die eigenen Truppen schnellstens an die Thermopylen geschickt wurden.

### Truppenstärken
Nach dem Bericht von Herodot, der einzigen Quelle aus dem 5. Jahrhundert v. Chr., soll Xerxes’ Armee wie folgt ausgesehen haben:
Flotte: 517.610, Infanterie: 1.700.000 (VII, 60), Kavallerie: 80.000 (VII, 87), Araber und Libyer: 20.000 (VII, 184), griechische Alliierte: 324.000.
Herodot geht noch von einer gleich großen Anzahl an Unterstützungstruppen aus und kommt damit auf über 5 Millionen (VII, 186). Auf Grund des Militärsystems und der logistischen Fähigkeiten der Perser, besonders der Versorgung, aber auch aufgrund der Tendenz vieler antiker Historiker, überzogene Zahlenangaben zu machen, werden diese Zahlen als weit übertrieben erachtet. Diodor berichtet im 1. Jahrhundert v. Chr. von ungefähr 800.000 Kriegern und erwähnt ähnlich wie Herodot eine ähnlich große Flotte von 1200 Schiffen. Der Militärhistoriker Hans Delbrück berechnete in einer niedrigen Schätzung die Zahl der von Xerxes insgesamt in Griechenland eingesetzten kämpfenden Truppen auf 40.000 bis 50.000 Soldaten. Auch der Militärhistoriker Hans-Joachim Diesner schätzte die persische Übermacht auf kaum mehr als 50.000 Krieger, während der US-amerikanische Militärhistoriker Victor Davis Hanson in einer höheren Annahme von mehr als einer Viertelmillion Soldaten ausgeht.
Auf Seiten des hellenischen Bündnisses soll nach Herodot (VII, 202 f.) ein Hoplitenheer mit folgenden Kontingenten am Pass in Stellung gegangen sein:
300 spartanische Hopliten, 1000 Tegeaten und Mantineer, 120 aus Orchomenos, 1000 aus dem restlichen Arkadien, 400 aus Korinth, 200 aus Phleius, 80 aus Mykene, 700 aus Boiotien und Thespiai, 1000 aus Phokis, eine unbekannte (vermutlich aber eher geringe) Anzahl an Männern aus der opuntischen Lokris und 400 Thebaner.
Dieser Bericht bietet einigen Raum für Spekulationen, auch weil sich Herodot innerhalb seiner Erzählung widerspricht. Besonders deutlich wird dieser Umstand beim Betrachten des peloponnesischen Kontingents. Dieses wird bei Herodot mit 3.100 Mann angegeben. Diese Zahl inkludiert 300 Spartiaten, welche von Leonidas mitgenommen wurden. Die von ihm überlieferte Grabinschrift zählt hingegen 4.000 Peloponnesier. Entweder vergaß Herodot 900 Heloten zu erwähnen, welche als Waffenträger etc. mitgezogen waren, oder 900 als Hopliten ausgerüstete, emanzipierte Heloten. Diese sind allerdings erst für das Jahr 424 v. Chr. literarisch bei Thukydides greifbar. Am wahrscheinlichsten ist die Auslassung von 900 Periöken.
Auch der Bericht von Diodor liefert keine eindeutigen Angaben. Im Zuge seiner Aufzählung berichtet er von 1.000 Lakedaimoniern. Fraglich bleibt, ob diese Zahl auf die bereits vorhandenen 300 Spartiaten angerechnet werden muss oder ob es sich insgesamt um 1.000 Lakedaimonier handelte (300 Spartiaten und 700 Periöken). Diese Angabe wird dadurch unterstützt, dass Leonidas, laut dem Bericht Diodors, entschied, 1.000 Lakedaimonier mit zu den Thermopylen zu nehmen. Hinzu kamen 3.000 weitere Peloponnesier, womit die Anzahl der Grabinschrift erreicht wäre. Marcus Iunianus Iustinus berichtet in diesem Zusammenhang von nur 4.000 Soldaten, weshalb davon auszugehen ist, dass er nur die Soldaten von der Peloponnes aufgezählt hat.
Während die Polis Theben mehr oder weniger offen propersische Politik betrieb, sollen Thebaner auf Seiten des griechischen Bündnisses mitgekämpft haben – es bleibt unklar, ob es sich um exilierte Regimegegner oder aber um ein vom Hellenenbund erzwungenes Kontingent handelte. Bei Herodot sollen die 400 Thebaner von Leonidas als Geiseln mitgenommen worden sein, wohingegen Diodors Ausführungen auf Freiwillige hindeuten. Es ist ebenfalls bemerkenswert, dass sich keine athenischen Hopliten dem Landaufgebot angeschlossen haben.
Aufgrund des doch verhältnismäßig geringen Aufgebotes stand eine offene Feldschlacht nicht zur Diskussion; vielmehr war der Sinn der Positionierung der Truppen der, einen raschen Vormarsch Xerxes’ aufzuhalten. Die Begründung für die geringe Truppenstärke liegt bei Herodot in religiösen Festen begründet. Entlarvend scheint hier aber die Bitte des Leonidas um Verstärkung zu sein. Wenn man der Überlieferung Herodots folgt und es wirklich religiöse Restriktionen gab, dann erscheint die Bitte nach Verstärkung als nicht nachvollziehbar. Leonidas muss gewusst haben, dass eine potentielle Verstärkung erst nach Beendigung der Karneien mobilisiert werden konnte, was seine frühzeitige Bitte überflüssig machte. Daher ist davon auszugehen, dass nicht die religiösen Feste für die niedrige Zahl von Soldaten verantwortlich waren, sondern eine zu optimistische Einschätzung seitens des spartanischen Königs. Denn nach dem Bericht Diodors schien es Leonidas zu obliegen, wie viele Truppen ihn zu den Thermopylen begleiten sollten.

## Hergang der Schlacht

Schlacht bei den Thermopylen und ihre Folgen

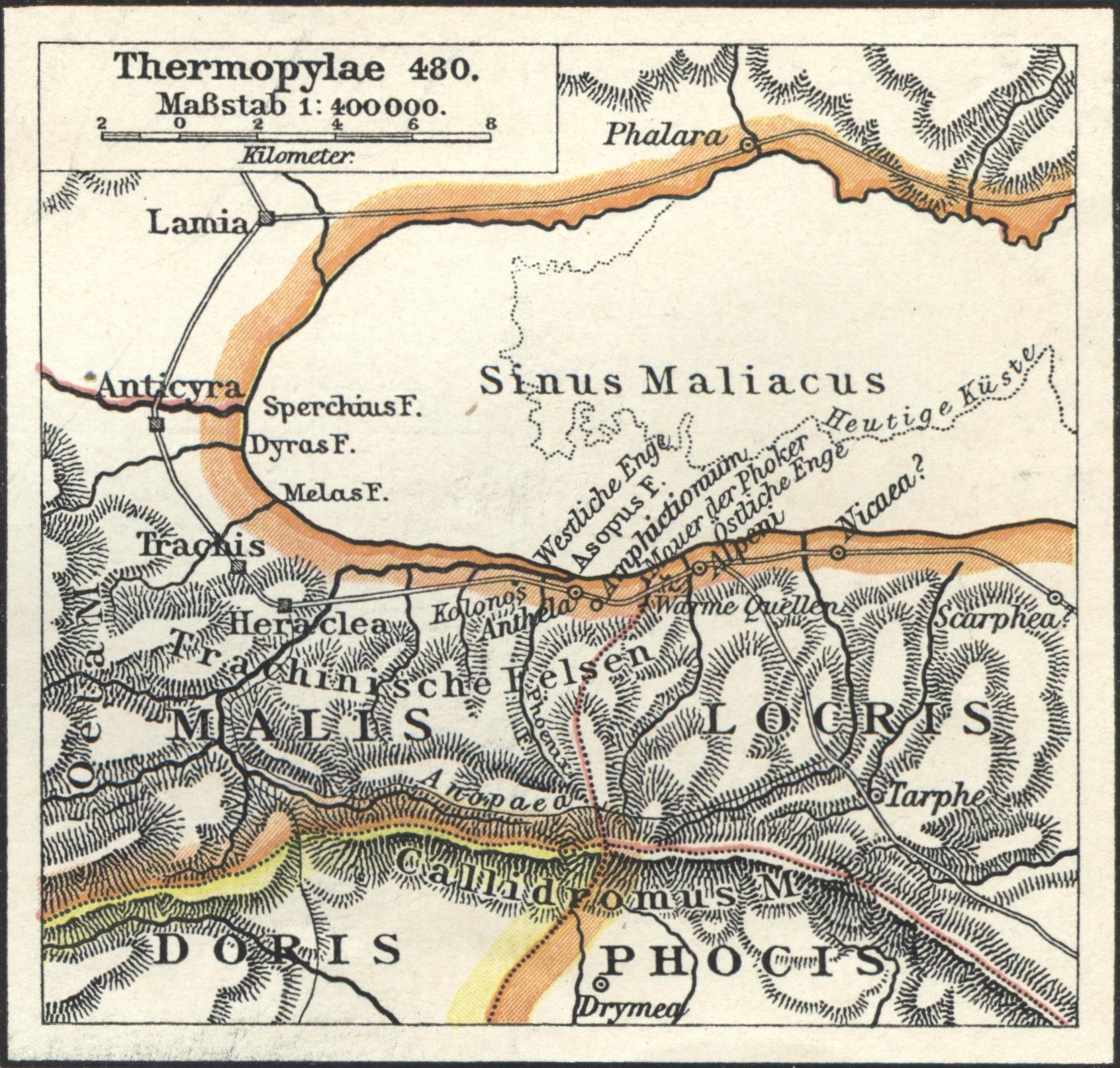
Lage der Thermopylen 480 v. Chr.

### Verlauf

#### Erster Tag
Die Schlacht begann, nachdem Xerxes fünf Tage gewartet hatte, in der Hoffnung, dass die griechische Armee fliehen würde. Zuerst schickte Xerxes die Meder und Kissianer in der Hoffnung, einen schnellen Sieg zu erreichen. Nach der Einschätzung von Xerxes sollte es ihnen möglich sein, den Kampf entschieden zu gewinnen und zusätzlich Gefangene zu nehmen. Diodor liefert zwei mögliche Erklärungen, warum er sich für die Meder als Vorhut entschieden hat: Erstere wäre, dass Xerxes sie für ihre militärische Kompetenz bevorzugt hat. Andererseits könnte diese Kompetenz dazu geführt haben, dass Xerxes sie im Krieg benutzte, mit dem Ziel, diese zu zermürben, um mögliche Separatisten-Stimmungen aus deren Heimat zu unterdrücken.
Diodor berichtet hier über drei Vorteile in diesem Kämpfen, weswegen sich die griechische Koalition effektiv unter Beweis stellen konnte. Sie kämpften am engen Pass in einem engen Schutzwall, mit langen Speeren und schwererer Rüstung als Phalanx. Die persische Armee hingegen spezialisierte sich auf große Landschlachten, denn sie besaßen kleinere Schilder und leichtere Rüstung. Als Resultat konnten die Spartaner den Angriff erfolgreich abwehren.
Danach schickte Xerxes die „Unsterblichen“ gegen die Spartaner. Diese waren laut Diodor die elitäre Einheit seiner Armee, allerdings konnten sie trotzdem den Schildwall nicht bezwingen. Hinzu kam, so Herodot, dass die Lakedämonier einen Rückzug vortäuschen würden und dann sich im letzten Moment umdrehen würden, was zu vielen Verlusten auf der persischen Seite geführt haben soll. Diese Taktik sei sogar so effektiv, dass Xerxes dreimal von seinem Thron vor Angst um seine Armee hochgefahren wäre. Somit endete der erste Tag mit dem Erfolg der Koalitionsarmee. Laut Diodor haben die Griechen nur wenige Verluste erlitten, während bei der persischen Armee das Gegenteil galt.

#### Zweiter Tag
Am nächsten Tag erhoffte sich Xerxes, dass die Koalition wegen der vorherigen Kämpfe nicht in der Lage wäre, einen erneuten Angriff zu vereiteln. Während Herodot nur schrieb, dass die Verteidigung eine erfolgreiche war berichtet Diodor im genaueren Detail. Laut ihm wählte Xerxes die mutigsten Männer seiner Armee und versprach ihnen Ruhm, wenn sie erfolgreich die Griechen besiegen würden, aber verbot ihnen, zu fliehen. Nach Diodor kämpften sie lange gegen die Griechen, waren aber trotzdem nicht erfolgreich. Nachdem sie dann einen Rückzug zur persischen Armee versuchten, wurden sie verwiesen und dazu gezwungen, erneut die Griechen zu bekämpfen.
Nach diesen drei erfolglosen Versuchen war sich Xerxes unsicher, wie er den Krieg weiterführen sollte.
Angeblich offenbarte sich dann Ephialtes von Trachis, welcher einen geheimen Weg über den Berg kannte, den sogenannten Anopaiapfad, mit welchem die Perser die Griechen von hinten einkesseln könnten. Daraufhin befahl Xerxes, dass Ephialtes zusammen mit den „Unsterblichen“ diesem Bergpfad folgten sollte. Nachdem sie den Berg bestiegen hatten, stießen sie dann auf die einheimischen Phoker, die den Pass verteidigten. Als die Phoker die persischen Truppen erblickten, zogen sie sich weiter auf den Berg zurück, weil sie annahmen, dass die Perser sie angreifen wollten. Auf persischer Seite war die höchste Priorität, auf die andere Seite des Passes zu gelangen, weswegen sie den Phokern nicht nachsetzten, sondern dem Bergpfad weiterhin gefolgt sind.
Nachdem die Koalitionskräfte über das Herannahen der persischen Truppen informiert wurden, versammelten sich die Koalitionskräfte, um den weiteren Schlachtverlauf zu beraten. Weil die Stellung mit der kommenden Umzingelung der Perser nicht mehr zu halten war, musste entschieden werden, ob man sich zurückziehen solle. Letztendlich wurde entschieden, dass sich der große Teil der Koalition zurückzieht, während König Leonidas mit den Lakedämoniern, Thespianern und den Thebern die Stellung hielt, letztere gegen ihren Willen.

#### Dritter Tag
Am dritten Tag gibt es einen markanten Unterschied zwischen Herodot und Diodor über dem Verlauf der letzten Schlacht.
Nach Diodor haben die Spartaner mit Leonidas in der Nacht die Stellung der Perser angegriffen. Weil die Perser darauf nicht vorbereitet waren, konnten die Spartaner viele ihrer Gegner erschlagen und sogar bis zum Pavillon von Xerxes vorrücken. Dieser Angriff hätte, so Diodor den gesamten Krieg beenden können, wäre Xerxes nicht geflohen. Die Spartaner waren somit erfolglos und wurden am Morgengrauen von den Persern umzingelt und mit Pfeilen bis zu ihrem Tod niedergeschossen.
Nach Herodot versammelten sich die Spartaner stattdessen an der vorherigen Stellung beim Pass. Sobald der Kampf begann marschierten die Spartaner offensiv vor und drängten die angreifenden Perser zusammen. Diese sollen dann entweder ins Meer gestürzt sein oder von ihren Verbündeten niedergetrampelt werden. Die Spartaner gingen weiterhin offensiv vor bis ihre Speere brachen und kämpften dann mit ihren Schwertern weiter. In diesem Gefecht fielen Leonidas sowie zwei Brüder von Xerxes. Mit der kommenden Niederlage kämpften die Griechen um die Leiche von Leonidas, die von den Persern verstümmelt wurde und zogen sich zur ursprünglichen Stellung zurück. Hier wurden sie dann letztendlich ebenso von Geschossen getötet.

### Verluste
Die Perser erlitten nach Herodot „schwere Verluste“ von an die 20.000 Soldaten. Unter den Toten waren nach seiner Aufzählung auch zwei von Xerxes’ Brüdern und zwei seiner Halbbrüder.
Nachdem Leonidas gefallen war, fanden alle verbliebenen Spartiaten und Thespier den Tod. Die Thebaner hatten sich noch rechtzeitig ergeben. Herodot berichtet über insgesamt 4000 tote Griechen, wobei die Verluste an Schwerbewaffneten wohl einiges über 1000 betrugen: die 300 Spartiaten, die 700 Thespier, einige der Thebaner und die Verluste der beiden ersten Tage, die jedoch eher gering gewesen zu sein scheinen.
Moderne Autoren relativieren die Zahlen Herodots. Insbesondere die Zahl der gefallenen Perser scheint ihnen sehr hoch gegriffen. Selbst Herodot vermeldet, dass auf dem Schlachtfeld „nur“ 1000 Tote aus Xerxes’ Armee zu finden waren, die restlichen habe er schnell verscharren lassen, damit niemand seine wirklichen Verluste sehen konnte. Damit stellt sich nicht nur erneut die Frage nach der Genauigkeit von Herodots Bericht und Zahlen, sondern auch nach der Vertrauenswürdigkeit seiner Quellen.

## Folgen der Schlacht
Xerxes I. konnte nun ungehindert nach Athen marschieren, das aber auf Antrag des Themistokles zwischenzeitlich evakuiert worden war. Mit den siegreichen Schlachten bei Salamis und Plataiai konnten die griechischen Staaten ihre Unabhängigkeit erfolgreich gegen das Perserreich verteidigen.
Diese Schlacht begründete den späteren Ruhm Spartas, dass seine Soldaten im Kampf nie weichen würden.

## Rezeption

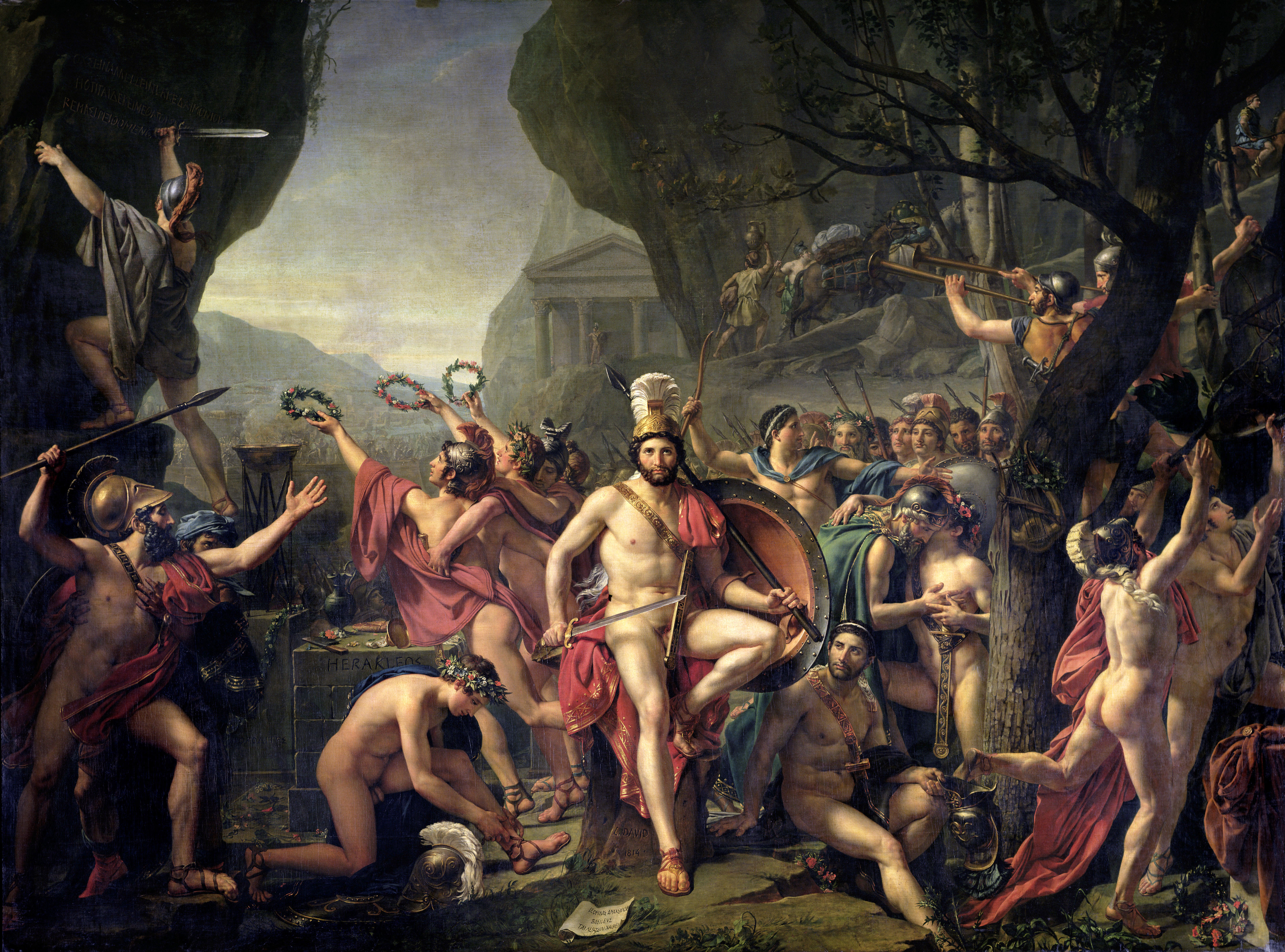
Leonidas I. an den Thermopylen (idealisierende Darstellung, Jacques-Louis David, 1814)

### Zeitgenössisch

#### Inschrift am Thermopylen-Denkmal

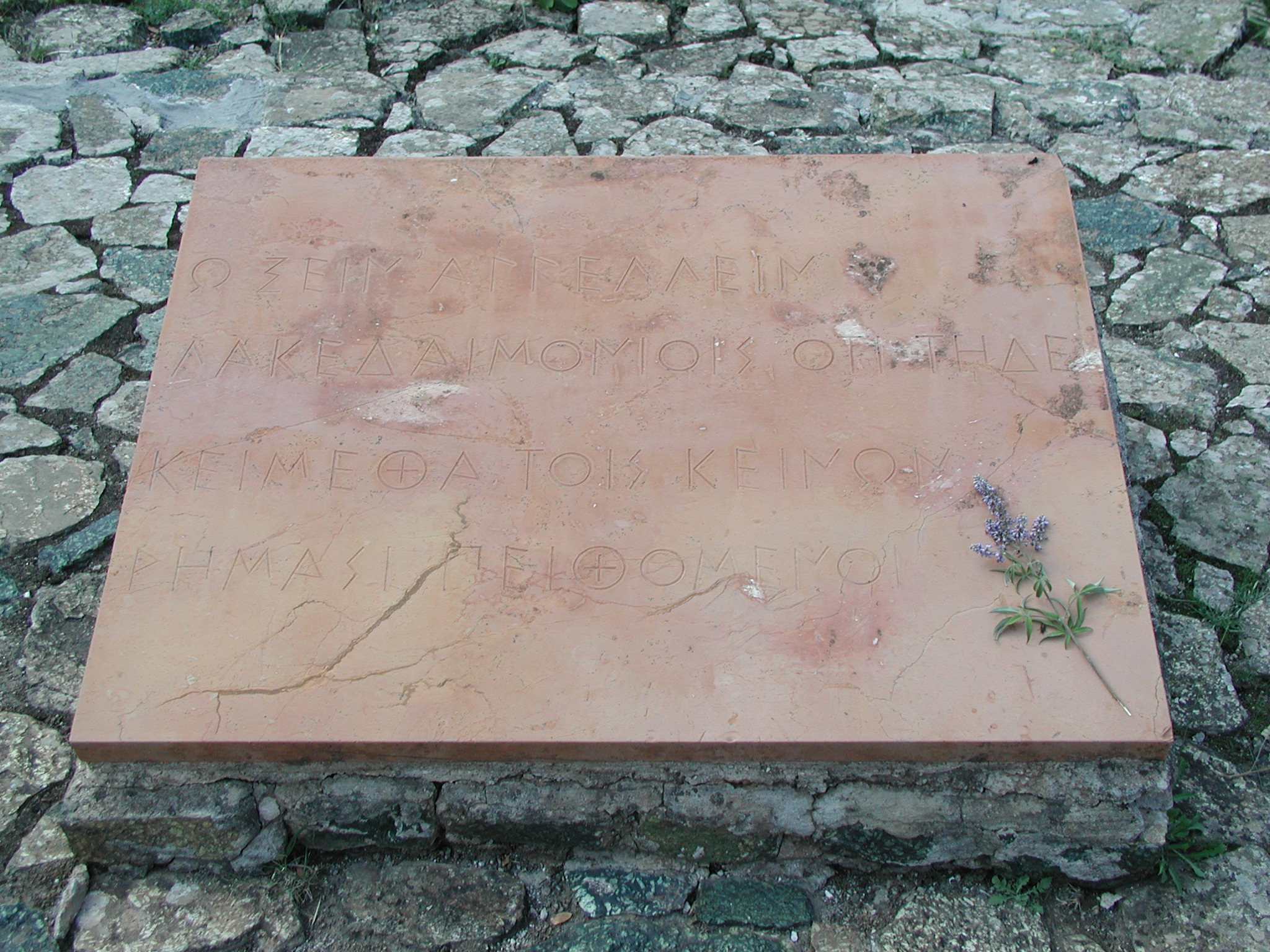
Gedenktafel

An diesem Ort steht ein oft als „Grab des Leonidas“ bezeichnetes Denkmal; Leonidas wurde allerdings in Sparta begraben. Es handelt sich vielmehr um eine Siegesstele. Es trug der Überlieferung zufolge als Inschrift (Epigramm) ein Distichon, das oft fälschlich dem Simonides von Keos zugeschrieben wurde:
Griechisch (siehe Liste griechischer Phrasen):

„Ὦ ξεῖν᾿, ἀγγέλλειν Λακεδαιμονίοις ὅτι τῇδε
       κείμεθα τοῖς κείνων ῥήμασι πειθόμενοι.“

„Ō xeîn angéllein Lakedaimoníois hóti tēde
       keímetha toîs keínōn rhēmasi peithómenoi.“

„Fremder, melde den Lakedämoniern, dass wir hier
liegen, den Worten jener gehorchend.“

Lateinisch:

„Dic hospes Spartae nos te hic vidisse iacentes,
       dum sanctis patriae legibus obsequimur.“

„Sag, Fremdling, zu Sparta, du habest uns hier liegen sehen,
wie wir die heiligen Gesetze des Vaterlands befolgten.“

Deutsch:

„Wanderer, kommst du nach Sparta, verkündige dorten, du habest
       uns hier liegen gesehn, wie das Gesetz es befahl.“

#### Herodot
Die Hauptquelle für die antike Wahrnehmung der Thermopylenschlacht stellen Herodots Historien (Buch VII) dar. Da es sich hierbei nahezu um die einzige umfassende zeitgenössische Darstellung handelt, prägt Herodot das Bild dieses Geschehens nachhaltig.
Er konstruiert die Schlacht als bewusstes Opfer der Spartaner, die im Einklang mit ihrer staatsbürgerlichen Pflicht ihr Leben gaben. Dabei werden Leonidas und seine 300 als Idealbild spartanischer Standhaftigkeit und Gehorsams inszeniert. Dies wird an diesen Stellen aus Buch VII in seinen Historien deutlich: „Der bewunderungswürdigste Mann, der das ganze Heer führte, aber war der Spartaner Leonidas“. In den Kampf zog er mit „300 auserwählten Männern, die bereits Kinder besaßen“. Des Weiteren betont Herodot immer wieder die Tapferkeit der Spartaner. Dies geschieht beispielsweise in Herodot, Historien VII 225, 2-3: „[Sie] wehrten […] sich mit den Schwertern, soweit sie noch welche hatten, dann aber mit Händen und Zähnen.“ Diese und weitere seiner Schilderungen der Thermopylenschlacht prägten das Bild  spartanischer Opferbereitschaft. Das berühmte Grabepigramm fasst diese Haltung treffend zusammen: „Fremdling, melde daheim Lakedaimons Bürgern: Zur Stelle liegen wir, ihrem Befehl, den sie uns gaben, getreu“.

### Neuzeitlich
Auch in der Neuzeit wurde die Thermopylenschlacht immer wieder als Beispiel für einen heroischen Opfertod in Anspruch genommen:
- In unmittelbarem Bezug auf den Schauplatz bediente sich die Propaganda der angloamerikanischen Machtsphäre im Zweiten Weltkrieg des Symbolgehalts, als im April 1941 deutsche Truppen vor der Niederwerfung Griechenlands standen. Thomas Mann sagte in seiner BBC-Ansprache – in der Annahme, die Griechen verteidigten sich selbst – über diese Thermopylenschlacht von 1941: „Ein Grieche steht gegen sechs oder sieben von euch. Daß er es wagt, daß er den Engpaß der Freiheit mit seinem Leibe deckt, ist erstaunlich – nicht, daß ihr siegt. Ist euch ganz wohl bei der Rolle, in die das Spiel der Geschichte euch drängt – wenn nun das Menschheitssymbol der Thermopylen an Ort und Stelle sich wiederholt? Die Griechen sind’s wieder – und wer seid ihr?“[56]
- Auf deutscher Seite zog Hermann Göring Ende Januar 1943 einen Vergleich zur noch andauernden Schlacht von Stalingrad, um damit die Befehle Hitlers zum Kampf ohne Kapitulation ideologisch und historisch zu legitimieren.[57]
- Wanderer, kommst du nach Spa… ist eine Kurzgeschichte von Heinrich Böll, veröffentlicht erstmals 1950.
- Im Jahr 1962 verfilmte Rudolph Maté in den USA die Schlacht unter dem Titel Der Löwe von Sparta (The 300 Spartans).
- 2007 entstand in den Warner Bros. Discovery Studios unter der Regie von Zack Snyder der Spielfilm 300, der auf der Graphic Novel 300 von Frank Miller aufbaut.
- Das Videospiel Assassin’s Creed Odyssey (2018) beginnt mit der Schlacht bei den Thermopylen, wobei der Spieler Leonidas steuert.

Die Aufopferung von Leonidas und seiner Truppe wird als Beispiel für Philotimo, eine zentrale Tugend der griechischen Kultur, betrachtet.